# Antistathmoptera
Antistathmoptera is een geslacht van vlinders van de familie nachtpauwogen (Saturniidae), uit de onderfamilie Saturniinae.

## Soorten
- A. daltonae Tams, 1935
- A. granti Bouyer, 2006
- A. rectangulata Pinhey, 1968